# Herb Skierniewic
Herb Skierniewic – jeden z symboli miasta Skierniewice w postaci herbu.

## Wygląd i symbolika
Herb przedstawia w polu błękitnym krzyż złoty nad belką srebrną, po bokach dwie lilie srebrne, w dole lilia takaż jedna.
Herb nawiązuje do symboliki arcybiskupstwa gnieźnieńskiego, do którego miasto należało od początku swego istnienia w 1457 do 1795 roku.

## Historia
Tak ukształtowany herb widnieje na wielu pieczęciach miejskich począwszy od XVI w.